# 丰满区
丰满区是吉林省吉林市下辖的一个市辖区。位于吉林市城区南部。區人民政府駐吉林大街76號。

## 地理位置
丰满区位于吉林市城区南部,地理坐标为：东经126°21′38″—126°56′22″，北纬43°26′34″—43°51′42″，东接蛟河市，西邻永吉县，南与桦甸市接壤，北与船营区、昌邑区隔江相望。

## 地区资源
丰满区境内已探明的矿产有8种：铁、铜、铅、锌、花岗岩、黏土、玄武岩、硅石。现已开发的有花岗岩、黏土、硅石，储量丰富，其中花岗岩储量3.5亿立方米，主要品种为白石、红石、玉兰花，产品远销海内外。

## 自然气候
丰满区的气候属于寒温带季风型大陆性气候，四季变化和季风进退都比较明显，表现为春季干燥，大风较多；夏季温热，降水集中；秋季霜早，晴好天多；冬季漫长，寒冷干燥。

## 行政区划
丰满区下辖7个街道办事处、1个镇、3个乡：
泰山街道、江南街道、石井街道、沿丰街道、丰满街道、红旗街道、高新街道、旺起镇、江南乡、小白山乡和前二道乡。

## 历史沿革
1957年，成立吉林市郊区。1959年，郊区辖白山、江南、九站、大屯、丰满、沙河子6个人民公社和龙潭、铁东、东红、幸福、新山5个直属管理区以及九站、孤店子、石井沟3个街道办事处。
1963年末，郊区辖白山、江南、九站、大屯、丰满、沙河子、二道河子、欢喜、孤店子、金珠、龙潭山11个人民公社，红旗、石井沟、九站、双吉、孤店子5个街道办事处。
1983年12月郊区所辖公社改称乡，123个生产大队同时改称村。1984年孤店子乡与孤店子街道合并为孤店子镇。1991年末，郊区辖九站、江北（原大屯）、金珠、沙河子、欢喜、前二道（原二道河子）、小白山（原白山）、江南、丰满、龙潭山10个乡和孤店子镇，九站、双吉、红旗、石井沟4个街道，共有123个村436个自然屯和43个居民委349个居民组。
1992年2月10日，民政部（民行批[1992]14号）：吉林市郊区更名为丰满区。将原郊区的丰满乡、江南乡、小白山乡、前二道乡、石井沟、红旗街道办事处和船营区的江南、丰满街道办事处及永吉县的旺起镇划归丰满区管辖，丰满区人民政府驻江南街道。辖4乡1镇4个街道，57个村、64个居民委。原郊区所辖的孤店子镇、九站乡、九站街道、双吉街道划归昌邑区，将欢喜乡、沙河子乡划归船营区，将金珠乡、江北乡、龙潭山乡划归龙潭区；

## 人口
根據第七次人口普查數據，截至2020年11月1日零時，豐滿區常住人口為259374人。